# Cylindroiulus meinerti
Cylindroiulus meinerti är en mångfotingart som först beskrevs av Karl Wilhelm Verhoeff 1891.  Cylindroiulus meinerti ingår i släktet Cylindroiulus och familjen kejsardubbelfotingar. Inga underarter finns listade i Catalogue of Life.